# Jamajka na letnich igrzyskach olimpijskich
Jamajka wystartowała po raz pierwszy na letnich IO w 1948 roku na igrzyskach w Londynie i od tamtej pory wystartowała na wszystkich letnich igrzyskach, oprócz igrzysk w Rzymie w 1960, kiedy Jamajczycy startowali jako reprezentanci Federacji Indii Zachodnich. Najwięcej złotych medali (6) Jamajka zdobyła na igrzyskach w Pekinie w 2008 roku, najwięcej medali (12) Jamajka zdobyła na igrzyskach w Londynie w 2012.

## Klasyfikacja medalowa
| Olimpiada           | Złoto | Srebro | Brąz | Razem |
| ------------------- | ----- | ------ | ---- | ----- |
| 1948 Londyn         | 1     | 2      | 0    | 3     |
| 1952 Helsinki       | 2     | 3      | 0    | 5     |
| 1956 Melbourne      | 0     | 0      | 0    | 0     |
| 1964 Tokio          | 0     | 0      | 0    | 0     |
| 1968 Meksyk         | 0     | 1      | 0    | 1     |
| 1972 Monachium      | 0     | 0      | 1    | 1     |
| 1976 Montreal       | 1     | 1      | 0    | 2     |
| 1980 Moskwa         | 0     | 0      | 3    | 3     |
| 1984 Los Angeles    | 0     | 1      | 2    | 3     |
| 1988 Seul           | 0     | 2      | 0    | 2     |
| 1992 Barcelona      | 0     | 3      | 1    | 4     |
| 1996 Atlanta        | 1     | 3      | 2    | 6     |
| 2000 Sydney         | 0     | 6      | 3    | 9     |
| 2004 Ateny          | 2     | 1      | 2    | 5     |
| 2008 Pekin          | 6     | 3      | 2    | 11    |
| 2012 Londyn         | 4     | 4      | 4    | 12    |
| 2016 Rio de Janeiro | 6     | 3      | 2    | 11    |
| Razem               | 23    | 33     | 22   | 78    |

### Według dyscyplin
| Dyscyplina    | Złoto | Srebro | Brąz | Razem |
| ------------- | ----- | ------ | ---- | ----- |
| Lekkoatletyka | 23    | 33     | 21   | 77    |
| Kolarstwo     | -     | -      | 1    | 1     |
| Razem         | 23    | 33     | 22   | 78    |